# NGC 5440
NGC 5440 (również PGC 50042 lub UGC 8963) – galaktyka spiralna (Sa), znajdująca się w gwiazdozbiorze Psów Gończych. Odkrył ją William Herschel 1 maja 1785 roku.
W galaktyce tej zaobserwowano supernową SN 1998D.